# Pape Sarr
Pape Brahim Sarr El-Hadji (Dakar, 7 de dezembro de 1977) é um futebolista senegalês que defende o Valence. Atuou na Copa de 2002, quando atuava no Lens.